# Onomaris
Onomaris (Ονομαριξ) ist der Name einer sagenhaften keltischen Fürstin. Im anonymen griechischen Werk mit lateinischem Titel Tractatus de Mulieribus Claris in bello („Traktat über berühmte Kriegerinnen“), auch Scriptores rerum mirabilium Graeci („Schriften wunderbarer Ereignisse bei den Griechen“), teilweise aus dem 5. oder 6. Jahrhundert v. Chr., wird sie genannt. Ob es sie tatsächlich gab, ist historisch ungesichert.
Wegen ihres anscheinend unkeltischen Namens vermutet Kurt Tomaschitz, es könne sich um eine Skordiskerin gehandelt haben. Koch nimmt ein zusammengesetztes keltisches Wort an, dessen zweiter Bestandteil mit keltisch *maro-, altirisch már, mór (alle für „groß“) gleichzusetzen wäre; für Ono- gibt es derzeit keine gesicherte Interpretation.
Als sich bei einer schweren Hungersnot, die besonders die unteren Bevölkerungsschichten betraf, kein Adliger fand, der die Führung bei einer Auswanderung übernehmen wollte, soll Onomaris ihren Stamm aus der alten Heimat über die Donau nach Südosteuropa geführt haben. Sie eroberte neues Land von der ansässigen Bevölkerung,  errichtete ein Reich, unterstützte die Neusiedler mit ihrem persönlichen Vermögen und herrschte dort als Königin.